# Чачак
Чачак је градско насеље и седиште истоимене територијалне јединице у Србији. Административни је центар Моравичког управног округа и део Шумадије и западне Србије. Према попису из 2022. било је 69.598 становника. Налази се у Западном Поморављу, у близини Овчарско-кабларске клисуре.

## Географија
Град Чачак заузима географски простор између 20°7'15" и 20°38'30" источне географске дужине и 43° 44' и 44° 00' 30" северне географске ширине.
Чачак се налази 145 km јужно од Београда. Најближа му је граница са Босном и Херцеговином. Чачак се налази на контакту Шумадије и унутрашњих Динарида. Град заузима површину од 636 km² низ ток Западне Мораве, окружен планинама Вујан (857 m) на северу, Овчар (958 м) и Каблар (885 м) на западу и Јелица (929 м) на југу док је на истоку отворен према краљевачкој котлини. У његовој близини су и планине Сувобор и Маљен које се налазе на северозападу.
Планине Јелица са (929 m), Овчар (985 m), Каблар (885 m) и Вујан (857 m) окружују Чачанску котлину кроз коју протиче река Западна Морава чија је дужина 318 km. Површина котлине је преко 270 km², дуга је око 40 km и пружа изванредне услове за пољопривреду.
Јединствену морфолошку целину представља Овчарско-кабларска клисура која се одликује стрмим странама, укљештеним меандрима и налази се под заштитом државе као природно добро од изузетног значаја. У клисури се налази Овчар Бања као и Овчарско-кабларски манастири, што клисури и околини даје посебан значај. У Чачку, поред реке Западне Мораве налази се место Кеј. Кеј је један од највећих крајева Чачка, тј. највећи крај после Авеније. Прво мање село поред Чачка су Лугови, затим Гуча, Турице, Лучани, и тако даље.

### Клима
Клима Чачка и његове ближе околине припада умерено-континенталном типу са топлим летима и хладним зимама. Средња годишња температура ваздуха је 10,47 °C, а влажност ваздуха 80,7%. Чачак и околина нису изложени јаким ветровима. Ветрови долазе са севера и североистока, ређе са запада јер је окружен планинама. Просечна брзина ветрова је 2,3 m/s код северних, и 1,4 m/s код западних.
Просечна годишња количина падавина је 692,9 mm, баш као и у главном граду, Београду.

### Карактеристике рељефа
Рељеф града Чачка је претежно брдско — брежуљкасти, равничарски у централном делу града и планински на њеном ободу. У погледу рељефа, територију града можемо поделити на три главне морфолошке целине: чачанску котлину, брдско-брежуљкасти предео и планински предео.
Чачанска котлина, надморске висине од 200–300 m, је на територији града оивичена планинама Овчар и Каблар са запада, Јелица са југа и планинама Вујан и Буковик са севера. Дужина чачанске котлине од Овчарско-кабларске клисуре до краљевачког сужења износи око 40 km, средња ширина око 5,5 km, а укупна површина износи нешто преко 270 km². Град Чачак се налази у централном делу чачанске котлине на обалама Западне Мораве.
Брдско-брежуљкасти предео који захвата простор од 300—500 м надморске висине је део територије који чини прелаз између равничарског и планинског предела и захвата скоро трећину површине града Чачка. Рашчлањен речним долинама даје утисак благо заталасаног земљишта које се благо спушта у чачанску котлину. На њеним падинама се налазе бројни засади воћњака и винограда који у пролеће и јесен привлаче својим цветним мирисима и плодовима.
Планински предео захвата географски простор од 500 м до 985 м — највиши врх Овчара. По пејзажној разноликости, облику и висини, биљном и животињском свету, планине овог краја поседују посебне природне вредности.
Јелица (929 м) се пружа правцем северозапад-југоисток у дужини од око 30 km. Представља природну границу између брдско-брежуљкастог Драгачева на југу и чачанске котлине на северу. Изграђена је од горњо — кретацејских седимената, тријаских кречњака, габра и серпентина. Највиши врхови ове планине су: Црна стена (929 м), Вериње (874 м), Градина (846 м), Рајачки вис (818 м). Подножје планине је под ораницама и воћњацима, док су у вишим пределима храстове и четинарске шуме са солидним фондом дивљачи. На једном од ових врхова — Градини налази се истоимени археолошки локалитет вредан пажње. Овде је откривен стари утврђен град са остацима пет базилика из XI века нове ере, као и други објекти из старог доба, који својом тајанственошћу привлачи бројне излетнике.
Овчар (985 м) је највиша планина на територији града. Од Јелице је одвојен преседлином Стражевица (610 м), са кога се врло стрмо диже купасти врх. Претежно је састављен од кречњака и доломита кроз које је избила дебела жица еруптивних стена. На стрмој кречњачкој страни, према Западној Морави, усечена је Овчарско — кабларска клисура — предео изузетних одлика „И категорија”. На падинама ове планине налази се пет манастира део „Српске Свете горе”. На врху Овчара изграђен је преко 60 м висок ТВ релеј и подигнута зграда са уређајима за потребе радио и телевизије. Поред овог релеја налазе се остаци старог релеја који је срушен за време бомбардовања 1999. године. Са највишег врха града Чачка, који је уједно највиши врх и видиковац, пружа се леп поглед на околину, чачанску котлину, клисуру и меандре Западне Мораве.
Каблар (885 м) је сачињен од дијабаза, рожнаца, кречњака и серпентина. На југу је одвојен од Овчара дубоко усеченом Овчарско-кабларском клисуром. Ова јужна готово гола, стрма и кршевита страна у клисури, јако је врлетна и на више места окомита. Високе голе литице уздижу се над Моравом неколико стотина метара. На падинама ове планине налази се пет манастира и једна мања црквица „Свети Сава” уклесана у пећини. Северне падине су благе и постепено прелазе према подгоринама планина Маљен и Сувобор. Подножје планине (изузев јужних падина) је под ораницама, воћњацима и пашњацима, док су виши предели под шумом.
Вујан (857 м) представља планински венац који одваја чачанску котлину на југу од таковско-рудничког краја на северу. Састоји се од габра, серпентина и доњокретацејских наслага. Рашчлањен је на више планинских врхова, као што су: Велики Вујан (857 м), Буковик (850 м) и Острица (802 м).

## Етимологија
Старо име Чачка је Градац. Чачак постоји под овим именом од 1408. године.

## Демографија
У Граду Чачку живи 58471 пунолетни становник, а просечна старост становништва износи 38,8 година (37,9 код мушкараца и 39,7 код жена). У насељу има 25304 домаћинства, а просечан број чланова по домаћинству је 2,89. Чачак је великим делом насељен Србима (према попису из 2011. године), а у последњем попису становништва примећено је смањење у броју становника.
|             | \| Демографија[1] \| Демографија[1] \| Демографија[1] \| \| Година \| Становника \| Становника \| \| -------------- \| -------------- \| -------------- \| \| 1948. \| 18.808 \| \| \| 1953. \| 24.020 \| \| \| 1961. \| 34.964 \| \| \| 1971. \| 49.422 \| \| \| 1981. \| 62.258 \| \| \| 1991. \| 70.475 \| 69.707 \| \| 2002. \| 73.217 \| 74.652 \| \| 2011. \| 74.859 \| \| \| 2022. \| 69.598 \| \| |            |
| Демографија | |            |
| Година      | Становника | Становника |
| 1948.       | 18.808 |            |
| 1953.       | 24.020 |            |
| 1961.       | 34.964 |            |
| 1971.       | 49.422 |            |
| 1981.       | 62.258 |            |
| 1991.       | 70.475 | 69.707     |
| 2002.       | 73.217 | 74.652     |
| 2011.       | 74.859 |            |
| 2022.       | 69.598 |            |

| Етнички састав према попису из 2002.‍ | Етнички састав према попису из 2002.‍ | Етнички састав према попису из 2002.‍ | Етнички састав према попису из 2002.‍ | Етнички састав према попису из 2002.‍ |
| ------------------------------------ | ------------------------------------ | ------------------------------------ | ------------------------------------ | ------------------------------------ |
|                                      |                                      |                                      |                                      |                                      |
| Срби                                 | Срби                                 |                                      | 70.947                               | 96,89%                               |
| Црногорци                            | Црногорци                            |                                      | 402                                  | 0,54%                                |
| Роми                                 | Роми                                 |                                      | 349                                  | 0,47%                                |
| Југословени                          | Југословени                          |                                      | 263                                  | 0,35%                                |
| Македонци                            | Македонци                            |                                      | 111                                  | 0,15%                                |
| Хрвати                               | Хрвати                               |                                      | 78                                   | 0,10%                                |
| Муслимани                            | Муслимани                            |                                      | 46                                   | 0,06%                                |
| Словенци                             | Словенци                             |                                      | 16                                   | 0,02%                                |
| Руси                                 | Руси                                 |                                      | 13                                   | 0,01%                                |
| Мађари                               | Мађари                               |                                      | 11                                   | 0,01%                                |
| Бошњаци                              | Бошњаци                              |                                      | 11                                   | 0,01%                                |
| Украјинци                            | Украјинци                            |                                      | 8                                    | 0,01%                                |
| Бугари                               | Бугари                               |                                      | 7                                    | 0,00%                                |
| Албанци                              | Албанци                              |                                      | 7                                    | 0,00%                                |
| Горанци                              | Горанци                              |                                      | 6                                    | 0,00%                                |
| Румуни                               | Румуни                               |                                      | 4                                    | 0,00%                                |
| Чеси                                 | Чеси                                 |                                      | 3                                    | 0,00%                                |
| Русини                               | Русини                               |                                      | 3                                    | 0,00%                                |
| Немци                                | Немци                                |                                      | 3                                    | 0,00%                                |
| Буњевци                              | Буњевци                              |                                      | 3                                    | 0,00%                                |
| Словаци                              | Словаци                              |                                      | 2                                    | 0,00%                                |
| непознато                            | непознато                            |                                      | 469                                  | 0,64%                                |

| Година пописа     | 1948. | 1953. | 1961.  | 1971.  | 1981.  | 1991.  | 2002.  |
| ----------------- | ----- | ----- | ------ | ------ | ------ | ------ | ------ |
| Број домаћинстава | 5.371 | 6.961 | 10.917 | 15.500 | 20.083 | 22.723 | 25.304 |

| Број чланова      | 1     | 2     | 3     | 4     | 5     | 6   | 7   | 8  | 9  | 10 и више | Просек |
| ----------------- | ----- | ----- | ----- | ----- | ----- | --- | --- | -- | -- | --------- | ------ |
| Број домаћинстава | 4.628 | 6.051 | 5.463 | 6.774 | 1.604 | 608 | 124 | 29 | 11 | 12        | 2,89   |

| Пол    | Укупно | Неожењен/Неудата | Ожењен/Удата | Удовац/Удовица | Разведен/Разведена | Непознато |
| ------ | ------ | ---------------- | ------------ | -------------- | ------------------ | --------- |
| Мушки  | 29.371 | 8.873            | 18.475       | 1.041          | 848                | 134       |
| Женски | 32.373 | 7.345            | 18.663       | 4.512          | 1.746              | 107       |
| УКУПНО | 61.744 | 16.218           | 37.138       | 5.553          | 2.594              | 241       |

| Пол    | Укупно                    | Пољопривреда, лов и шумарство | Рибарство                            | Вађење руде и камена | Прерађивачка индустрија       |
| ------ | ------------------------- | ----------------------------- | ------------------------------------ | -------------------- | ----------------------------- |
| Мушки  | 13.684                    | 321                           | 0                                    | 168                  | 5.625                         |
| Женски | 12.391                    | 211                           | 1                                    | 123                  | 3.628                         |
| УКУПНО | 26.075                    | 532                           | 1                                    | 291                  | 9.253                         |
| Пол    | Производња и снабдевање   | Грађевинарство                | Трговина                             | Хотели и ресторани   | Саобраћај, складиштење и везе |
| Мушки  | 377                       | 776                           | 2.270                                | 339                  | 1.069                         |
| Женски | 120                       | 234                           | 2.809                                | 400                  | 413                           |
| УКУПНО | 497                       | 1.010                         | 5.079                                | 739                  | 1.482                         |
| Пол    | Финансијско посредовање   | Некретнине                    | Државна управа и одбрана             | Образовање           | Здравствени и социјални рад   |
| Мушки  | 128                       | 465                           | 652                                  | 381                  | 370                           |
| Женски | 341                       | 561                           | 461                                  | 893                  | 1.601                         |
| УКУПНО | 469                       | 1.026                         | 1.113                                | 1.274                | 1.971                         |
| Пол    | Остале услужне активности | Приватна домаћинства          | Екстериторијалне организације и тела | Непознато            | Непознато                     |
| Мушки  | 427                       | 0                             | 1                                    | 315                  | 315                           |
| Женски | 419                       | 6                             | 0                                    | 170                  | 170                           |
| УКУПНО | 846                       | 6                             | 1                                    | 485                  | 485                           |

## Историја
Богата историја Чачка никад није темељно проучена, а историјска налазишта су често била уништавана модерном урбанизацијом. Градска црква и Гимназија се налазе на изузетном неолитском налазишту, а локалитети на Јелици и у Атеници показују да је Чачак у та доба био веома развијено насеље.

### Неолит
Најстарија откривена археолошка налазишта на овом простору, која говоре о постојању људских заједница и њиховом животу, припадају периоду неолита или млађег каменог доба (од око 5500. до 3200. п. н. е.). Регистровани су и локалитети из бронзаног доба, углавном хумке.
Најбогатија налазишта се налазе на локалитету Градина на падинама планине Јелица и у самом центру града где су пронађени изузетни грађевински лукови као и накит из тог доба.

### Стари век
Најзначајнији налаз је из Атенице, где су око 500. п. н. е. сахрањени, највероватније, трибалски кнез и кнегиња са богатим златним и сребрним накитом.
Следећи велики историјски период одговара времену римске доминације на овом подручју. У оквиру чачанске општине откривене су бројна пољопривредна имања са пратећим објектима (villae rusticae) из римског доба. На основу још неких налаза (епиграфских натписа, метала и керамике) може се рећи да се антички живот на овом простору одвијао у периоду од I. до почетка V века наше ере, када је територија Чачка и околине припадала римској провинцији Далмацији.
У самом центру града истражене су терме из II и IV века наше ере. Након велике сеобе народа на овом простору живот замире. Тек у VI веку у брдско-планинском подручју око Чачка подиже се византијско утврђење, данас названо Градина, за које се претпоставља да је представљало административни и верски центар целог подручја.

### Средњи век
Најстарији поуздано потврђени материјални остаци живота Срба на овим просторима, који су се на Балкан доселили за време византијског цара Ираклија (610—641), откривени су на локалитету „Кулина” под Кабларом и који су датирани на X-XI век.
За време Стефана Немање, овај крај под влашћу његовог брата Страцимира, који њиме управља између 1168. и 1189. године, и када на месту данашње цркве подиже манастир Моравски Градац, који је био и седиште епископије а касније митрополије. Чачак се под данашњим именом први пут помиње 18. децембра 1408. године, у једном спису из Дубровачког архива.

### Чачак под турском влашћу
Падом под Турке (1459), Градац је претворен у турску паланку (црква Богородице Градачке претворена је у џамију), а старо градачко становништво је истребљено. У последњем војном походу Сулејмана Величанственог (1566) Чачак се наводи као седиште кадије, а помиње се и његово раније име као Стари Градац (тур. Ески Хисарлук). Турски географ Хаџи-Калфа наводи у Смедеревском санџаку варош „Џаџка, на београдском путу, на обали Мораве”, као седиште кадилука, а турски географ Евлија Челебија на путу из Едирна (1660), помиње турска касабу (варош) Џаџка.
Турска власт на овим просторима није била угрожена све до Бечког рата (1683—1699). Аустријска војска је 1688. године продрла дубоко у Србију, када су устаници опленили и Чачак. Након две године аустријска војска и српски устаници били су поражени, а турска војска је ускоро разорила и сва устаничка места у Западној Србији. Мир између две царевине није дуго трајао. Уочи Аустро-турског рата 1716—1738. Чачак је имао око 150 кућа. Ослобођење у јесен 1717. затекло је „ненасељено пусто место”, које Пожаревачком миром остало у аустријским рукама. Турци су у својој офанзиви крајем фебруара 1738. поново заузели и спалили Чачак.
После поновног пада северне Србије у турске руке велики део овог простора остао је пуст услед сеоба преко Саве и Дунава. То је време када се на ово подручје насељава становништво из Црне Горе, Херцеговине, Босне и Старог Влаха.

#### Чачак у време Првог и Другог српског устанка
Чачак је у Првом српском устанку ослобођен у пролеће 1804. године. Варош је 1808. имала 250 становника. Када су Турци 1813. напали Србију са свих страна, под њихову власт пао је и Чачак. После поновног освајања Србије репресалије над српским становништвом од стране Турака биле су неподношљиве. Мисао о новом устанку ниједног тренутка није замирала.
У селу Трнави код Чачка, септембра 1814. избила је Хаџи-Проданова буна и углавном је остала у локалним оквирима. Турци су је свирепо угушили. Нови устанак плануо је у Такову следеће 1815. године на пролеће, и захватио велики део Србије. Велика битка на Чачку трајала је од 25. априла до 13. јуна. Решена је у неколико узастопних бојева на простору од брда Љубића и варошког шанца. Погинуо је и предводник турске војске Имшир — паша, и уништена главнина турске војске у београдском пашалуку. Чачак се после Другог српског устанка развијао као нахијско седиште. После коначног одласка Турака из Чачка, почетком тридесетих година 19. века, варош је имала само 900 становника. Чачанска православна црква саграђена је на темељима древне, коју је градио кнез Страцимир, брат жупана Стефана Немање. Она је више пута „турчена па освећена”, док 1834. године није трошком народним оправљена и заслугом Јована Обреновића, старешине рудничке.

#### Чачак уочи српско-турских ратова од 1876—1878. године
Године 1866. у Чачку су у 607 домова пописана 1.922 становника (1.099 мушких, 823 женских особа, 692 у браку, 124 удових, 630 писмених, 509 пореских глава и 191 момак-бећар.
Независност и међународно признање коју је Србија добила 1878. године условили су велики економски препород целе земље.
Чачак постаје велики центар за промет пољопривредних производа у Западној Србији.
У јулу 1888. године за председника општине изабран је Алимпије-Алекса Пушељић, учесник Српско-турског рата, у коме је одликован сребрном медаљом, 1894. Таковским крстом петог реда и 1898. Таковским крстом четвртог реда.
Алекса Пушељић се из Бељине доселио у Чачак и отворио дућан око 1870. године. Као јако способан трговац, убрзо ће купити од официра Светозара Хаџића зграду у којој је била механа, а коју ће такође претворити у дућан, а пар година касније и собе за издавање на спрату.
1905. саградио је и велелепну кућу преко пута данашње Поште, која данас представља заштићени споменик архитектуре на преласку из деветнаестог у двадесети век. Пушељића Кућа је дело чешког архитекте Франтишека Франца Неквасила и саграђена је у необарокном стилу. Поседовао је и многе стамбене објекте у истој улици, као и куће у улици Кнеза Милоша.
По политичком опредељењу био је напредњак. Почетком 20. века био је изабран у најуже руководство странке. Председник општине Чачак био је од јула 1888. године до јуна 1903. године када је после Мајског преврата смењен, иако је законски био поново изабран. Телеграмом се жалио министру унутрашњих дела, а одговор министра на полеђини овог телеграма био је Није изабран по новом закону.
За време његовог мандата општина је од манастира Сретење купила плац са малом кућом са изласком на данашњу Мутапову улицу, у којој ће бити отворене школа. Ову куповину одобриле су више власти у Београду.
За народног посланика изабран је 1895. и учествовао је у сазивима до 1897. односно до њеног распуштања до кога је дошло због компромиса краља и радикала који нису учествовали у раду ове скупштине.
Као посланик вароши Чачак предлагао је да се на Љубићском брду подигне споменик или сагради црква, такође да се сагради велика касарна, да се ту врати окружна команда и да конзисторија буде враћена у Чачак. Са Иваном Стојшићем, чачанским апотекаром, краљевим послаником, заједнички је поднео предлог о изградњи болнице. Такође је предложио градњу железничке пруге Крагујевац-Чачак. У железнички саобраћај Чачак је укључен 1911. када је у град ушао први воз.
Привредни напредак условио је и раст града. Број становника се са 2.290 из 1874. године повећао на 3.869 у 1890. години, да би 1900. годину дочекао са 4.232 житеља чији је број нарастао на 5.671 у 1910. години.
Председник општине пре Првог светског рата био је Веселин Миликић, у августу 1914. га је убио војни бегунац, подигнут му је споменик 1939.

#### Између два рата
У време Краљевине СХС Чачак је био главни град Рашке области. Након успостављања бановина, Чачак се нашао у Дринској бановини.
Трговина и занатство у граду су посустали на рачун околних села. Некада врло јевтина пијаца постала је једна од скупљих у том крају. Изграђено је доста нових зграда, које су касније често биле празне услед лошијих економских услова и измештања неких институција из града. Доста се гајила шљива маџарка, с једном паузом када су шљивици страдали од штитасте ваши. Тада се гајила јабука будимка, а 1930-тих и малина, која се и извозила. Електрично осветљење је добијено након што је 1921. закључен уговор са једним друштвом које је подигло електричну централу. Ова електрана је престала с радом 1938, када је снабдевање прешло на централу из Вреоца код Лазаревца.

### Чачак у Другом светском рату
Током 1941. године Чачак и његова околине су средиште устанка, као и каснијег грађанског рата између партизана и четника.
Сукоби између два покрета избили су око питања заједничке команде, ознака које нису државне, револуционарних органа власти.
Немци су поред репресије над цивилним становништвом и појединачних и масовних ликвидација својих непријатеља, извршили и пљачку индустријских постројења.
Окупација је умногоме вратила читаво подручје чачанског краја, у периоду 20. века. У јесен 1944. године потпомогнути подршком западних савезника и јединица Црвене армије, припадници партизанског покрета однели су превагу. Коначно ослобођење Чачка догодило се 4. децембра 1944. када су немачке јединице истеране из града.

### Чачак после Другог светског рата
После Другог светског рата, Чачак је доживео нагли раст броја становника, урбанизацију и индустријализацију. После Другог светског рата дошло је до револуционарног преображаја друштва. Монопол комунистичке партије у свим видовима живота трајао је више деценија, све до првих вишестраначких избора у Србији 1990. године, односно до 2000. године када је дошло до коначног смењивања носиоца старог режима наслеђеног из времена комунизма. Развој Чачка од ослобођења земље 1945. године био је успорен услед последица окупације и рата. Обновљена су многа и подигнута нова предузећа, културне установе, спортска друштва. Град којег данас познајемо у овом периоду добио је и своју архитектонску физиономију. Број становника Чачка непрекидно је растао. Од око 13.000 из 1948. године, када је достигнут број житеља града пре почетак Другог светског рата, преко 27.642 становника у 1961. години до 72.392 у 1991. години. У целој општини је 1991. било укупно 116.618 становника. Према последњем попису из 2002. године, у граду је живело 73.217 становника, а у општини 117.072 становника.

## Култура и уметност
Град је прешао дуг пу од анонимне насеобине до модерног града са почетка 21. века. Живу стварност и моћ стваралачког духа и умећа сведоче и обликују људи које је овај град изнедрио али и примио под своје скуте. Највише трагова о граду оставили су уметници, писци, сликари, градитељи и то од најранијег гвозденог доба, преко средњег века до данашњих дана. Само лице града, које се да видети у фасадама, споменицима и културним установама је одраз уметничке душе и љубави његових становника према лепом. Најбоља уметничка дела о Чачку сачувала су особиту атмосферу и дух овог града.
Град има богату понуду културних садржаја. У току позоришне сезоне актуелно је гостовање многобројних позоришних трупа из целе Србије у Дому културе, (који у свом склопу има и Драмски студио, балетску, ликовну, вајарску школу). Изложбе, али и разни наступи, културне и књижевне вечери изводе се и у галеријама „Надежде Петровић” и „Рисим”, Народном музеју, Салону фотографија, Међуопштинском историјском архиву, простору Градске библиотеке, згради Дома ученика и др. Ликовне и вајарске колоније се одржавају најчешће у Овчар бањи. Бројне су културно-уметничке и забавно-туристичке манифестације у граду и ближој околини које привлаче велики број поклоника етно културе, изворне народне музике и других пратећих садржаја.
Актуелна уметничка продукција у граду може се пратити и кроз деловање разних група и удружења (професионалних и аматерских), затим приватних галерија, ликовних радионица, колонија и многобројних ентузијаста.
Коначна обнова цркве извршена је 1834. године. У граду је 1837. почела је са радом и Гимназија. Средином XIX века Чачак је имао око 1.500 становника. Градски центар са саборном црквом и објектима балканске архитектуре подсећао је на доба прве владе кнеза Милоша Обреновића.
Након трогодишње аустроугарске окупације, Чачак је ослобођен 25. октобра 1918. године. Град је наставио свој развој, али овога пута у сасвим новом амбијенту проширене државе.
Општи напредак огледао се и прерастањем Гимназије у Чачку из шесторазредне у осморазредну и отварањем нове зграде 1927, у којој је гимназија и данас смештена.
Извршена је и обнова цркве, 1929. године. Све је то за последицу имало и повећање становника града, са око 5.000 из 1918. на око 13.000 пред 1941. годину.
Чачани су препознатљиви по употреби карактеристичног нагласка и доста речи које су уникатне за чачански крај а не спадају у језички стандард српског језика.

### Установе културе

#### Градска Библиотека „Владислав Петковић Дис”
Угледни Чачани, окупљени око Окружног начелника Милије Драгићевића, 12. јануара 1848. године по старом календару, основали су „Друштво Читања Србско-Славенских Новина”, најстарију установу културе у граду на Западној Морави. Тај 12. јануар 1848. године, постао је претеча касније основаног Читалишта, па Читаонице, Књижнице и Библиотеке, камен међаш храму писане и штампане речи и знања. Настављачи Друштва основали су 1860. године Читалиште, чије је освежење оглашено звонима са Страцимирове задужбине и прангијама, што говори колики значај и част су наши преци давали књизи.
Библиотека носи име песника Владислава Петковића Диса, утемељивача модерне српске поезије, творца „Нирване”, „Утопљених душа”, „Можда спава”...
Почеци чачанске библиотеке сежу у 1848. годину, када су угледни грађани варошице од 1.000 становника основали „Друштво Читања Српско-Славенскиј Новина у Чачку” 12/24. јануара 1848. Чланови друштва потицали су углавном из редова чиновника. Друштво се претплатило на десетак листова, који су се тада могли набавити искључиво у Београду.
Неповољне културно-просветне, али и финансијске околности условиле су да прво друштво за читање новина буде кратког века. Зато се 15/27. маја 1860. године оснива Читалиште у Чачку, уз звоњаву звона на градској цркви и пуцњаву прангија. Читалиште је убрзо стекло 80 чланова, али, како је остало записано „да је читалиште чачанско без мног(х) потреба и млого сиротно”, оно се гаси 1867. године „из неких узрока”. Ипак, међу тадашњим Чачанима преовладала је љубав према писаној речи и жеља да се не заостаје за другима, па је 5/17. јануара 1869. године основана нова Читаоница, која је 1874. године имала 68 чланова, преко 30 листова и часописа, као и више десетина књига. До 1881. године број чланова је опао на 45, листова на 15 а књига на 30 примерака, чему су узрок били ратови са Турском 1876—1878. године.
Непозната је судбина Читаонице, као и осталих покушаја образованих становника града на Западној Морави до Првог светског рата на успостављању сталне установе за културу читања. Остао је податак из 1899. године да је Читаоница „негда цветала а сада једва животари”. Читаоница је почетком XX века престала са радом, о чему сведочи „споразум” у Начелству округа чачанског 1909. године о отварању и оснивању јавне библиотеке, „јер се у Чачку и околини осећа потреба и жеља за оснивање…”.
Између два светска рата
Рад читаонице, под именом Чачанска грађанска читаоница, обновљен је почетком 1921. године, након што је током Првог светског рата књижни фонд уништен. Лист „Правда” из Београда је 3. фебруара 1921. године пренео апел чачанске читаонице уредништвима листова, журнала и часописа за слање издања. Ова установа није опстала (престала је са радом око 1928. године), али је 16. маја 1934. године у Учитељском дому у Чачку почела да ради Уједињена књижница и читаоница, која је до краја 1936. године имала 476 чланова и 3.000 књига. Овако устројена Књижница радила је до 7. маја 1937. године, када је распуштена одлуком власти, под сумњом да је легло комуниста. Обнову рада Уједињене књижнице и читаонице Министарство просвете одобрило је 29. августа 1939. године, мада је Уједињена књижница стварно почела да ради 26. априла 1939. године и то само два сата недељно. Председник Управе књижнице био је Стеван К. Вучковић, учитељ у пензији, а књижничар је била Маргита М. Радовић, професор. Вредно је напоменути да је Уједињена књижница 1939. године имала и једну „покретну књижницу”, са садржајима примереним селу, па се према потребама селила из једног села у друго и била пропагатор образовања и читања у руралним срединама.
Оснивање данашње библиотеке
Окончање Другог светског рата и смиривање прилика у земљи било је плодотворно за оснивање Градске књижнице и читаонице фебруара 1946. године. Књиге за читаоницу прикупљане су од грађана у „недељи прикупљања књига у граду”, што је био иницијални фонд књига библиотеке. Одлуком Народног одбора општине Чачак 5. априла 1961. године установа добија име Градска библиотека.
Градска књижница је након Другог светског рата била смештена у Луковића дућанима на месту данашње књижаре „Бранислав Нушић” у Дому културе, да би око 1950. године била пресељена у три просторије на спрату данашњег биоскопа „Сутјеска”. Године 1965. Градска библиотека усељава се у просторије бившег хотела „Касина”, да би по завршетку изградње Дома културе библиотека ту добила 400 m² простора 1974. године, где је и до данас подстанар. Стара и позната Вирерова или Хаџића кућа, у Господар Јовановој улици, додељена је на коришћење Градској библиотеци 1986. године.
Од 1994. године библиотека у Чачку је матична за подручје општина Чачак, Горњи Милановац, Лучани и Ивањица. Управни одбор Градске библиотеке септембра 1998. године, поводом 150 година постојања, прихватио је иницијативу да установа носи име Градска библиотека „Владислав Петковић Дис” Чачак.
Данас библиотека има око 140.000 књига, а у оквиру легата чува велики број старих и ретких књига. Библиотека има око 5 000 редовних чланова. Последњих деценија се појављује као значајан издавач, а позната је и ван граница Србије по песничкој манифестацији „Дисово пролеће” у част Владислава Петковића Диса и поезије. Гости „Дисовог пролећа” били су најзначајнији песници XX века. Прво Дисово пролеће организовано је 13. априла 1964. године, када је пред Дисовим спомеником беседио Бранко В. Радичевић.

#### Уметничка Галерија „Надежда Петровић”
Уметничка галерија „Надежда Петровић” (основана 1961. год.), једна је од најстаријих и најзначајнијих установа овог типа у земљи. Галерија носи име Надежде Петровић (1873—1915), рођене Чачанке, најзначајније српске сликарке с почетка XX века, која својим стваралаштвом уводи српску уметност у савремене европске уметничке токове. Делатност Галерије је праћење савремене ликовне продукције кроз излагачку делатност, заштита покретних културних добара кроз своје збирке: „Надежда и савременици”, „Југословенско сликарство друге половине XX века”, „Савремена уметност” и „Спомен збирка Богића Рисимовића-Рисима”.
Галерија поседује 400 експоната који су репрезентативна дела наше уметности. Најпознатија манифестација коју организује Галерија је бијенална, селекторска манифестација „Меморијал Надежде Петровић”, на којој је до 2002. године (22. Меморијал) излагало преко 500 уметника и уметничких група. Галерија располаже са два изложбена простора смештена у две посебне зграде у старом градском језгру. Зграде су споменици културе — градска архитектура с почетка XX века.

#### Културни центар Чачак
Дом културе је основан 1971. године. Од тада до данас веома успешно је презентовао грађанима Чачка бројне позоришне представе, концерте, изложбе, књижевне вечери и све оно што чини културу и уметност. Осим тога саставни део програма је и едукација младих. То се одвија кроз следеће активности: Ликовни студио Дома културе, Стрип радионица и Радионица за анимирани филм. Драмски програм је заступљен у две групе: Драмски студио и Глумачка радионица која има више група полазника различитог узраста. Они су успешно реализовали неколико позоришних представа.
Дом културе сарађује са осталим установама културе и осим презентације културно уметничких програма бави се и организацијом семинара, сајмова, предавања, разних трибина и слично. Издавачка делатност је такође заступљена. Ту су Часописи за културу и уметност АРТ 032 и Градац (као суиздавач са Уметничким друштвом Градац). У простору Дома културе ради и књижара „Бранислава Малтез”, која својом делатношћу употпуњава програм.

#### Уметничка Галерија „Рисим”
Галерија „Рисим” је саставни део уметничке галерије „Надежде Петровић” и представља легат породице Рисимовић. У њој је стална поставка слика Богића Рисимовића-Рисима, сликара, песника и приповедача, рођеног 14. марта 1926. године у Чачку.

#### Народни Музеј Чачак
Народни Музеј у Чачку је основан 1952. године. Ова установа у више поставки нуди поклоницима споменичке баштине, предмете који сведоче о бурној прошлости овог дела Србије. Поставка је у Конаку Јована Обреновића из 1835. године. Садржи налазе из праисторијског и римског доба, Првог и Другог српског устанка и ослободилачких ратова српског народа у XIX и XX веку.
Музеј се бави научно-истраживачким и археолошким радовима као и рестаурацијом вредних старих предмета. У својој галерији организује изложбе високе културне, уметничке и историјско-етнографске вредности. Једна од делатности Музеја је издаваштво, а објављује и свој годишњак — Зборник радова.

#### Етнолошки Музеј
Децембра 2023. је отворен Етнолошки музеј, у Хаџића кући.

#### Музеј СПЦ
Музеј српске православне цркве ће се налазити у порти цркве Вазнесења Господњег у центру Чачка.

#### Музеј кошарке
Бројни успешни кошаркаши рођени су у граду Чачку. Музеј кошарке је у фази припрема и налазиће се у најстаријој Соколани у Србији.

#### Међуопштински историјски Архив
Међуопштински историјски архив Чачак, сређује, чува, штити и публикује архивску грађу која сведочи о слојевитој економској, политичкој и културној прошлости Чачка и Моравичког округа. Издавач је зборника архивске грађе, часописа „Изворник”. Организује изложбе писаних сведочанстава и фотографија из прошлости. Од оснивања 1948. до 1959. управница архива била је Маргита Радовић (1895—1959).
Архив је смештен у згради бившег Начелства округа чачанског, која је подигнута 1877. године, у улици Господар Јованова 2. У приземљу зграде су депои са архивском грађом, а на спрату радне просторије, библиотека са читаоницом, фотолабораторија и галерија архива. Зграда у којој је смештен Архив, проглашена је за културно добро од великог значаја, 11. фебруара 1974. године.

## Образовање
Град Чачак има:
- 2 предшколске установе — на 17 локација у граду,
- 18 основних школа,
- 7 средњих школа,
- 1 школу за образовање одраслих
- 2 факултета који раде у оквиру Крагујевачког универзитета
- Институт за воћарство

### Предшколске установе
Пораст броја становништва, а самим тим и деце имао је за потребу отварање предшколских установа свих профила, тј. од јаслица, преко дневних боравака за децу па до припреме за полазак у школу. Град има велики број како јавних тако и приватних објеката овог типа који адекватно и квалитетно служе својој намени.
- ПУ „Радост”

Предшколска установа „Радост” у Чачку почела је са радом 1928. године као Забавиште, да би је 1959. године НОО Чачак основао као Дечји вртић „Радост”. Седиште ПУ „Радост” је у вртићу „Надежда Петровић” и налази се у улици Надежде Петровић бр.8 у Чачку.
Основна делатност Установе је организовано васпитање и образовање, нега, превентивно здравствена заштита, исхрана, социјални рад, одмор и рекреација деце од једне до седам година. За обављање основне делатности Установа користи 19 својих објеката, као и адаптиране просторе у основним школама и месним заједницама у којима се реализује четворочасовни Припремни предшколски програм.
Програм рада Установе остварује се у 127 васпитних група целодневног боравка у које је уписано 3221 дете узраста од једне до седам година. У 39 јаслене групе борави 629 деце. У 88 васпитних група уписано је 2592 детета узраста од 3 до 7 година, а у 35 предшколске групе на градском и сеоском подручју има 537 деце.

### Основне школе
Прва училишта у којима се стицала писменост у чачанском крају били су манастири и цркве, којима овај крај Србије обилује. Најстарије школе на овом подручју биле су у манастирима Тројица и Сретење. У доба Првог српског устанка (1805) радила је, као једна од првих, школа у Чачку. Исто тако и прва сеоска школа је отворена у околини Чачка (село Заблаће) и то тик пред Први српски устанак. Са развојем града и повећањем становништва растао је и број школских установа.
- Основна музичка школа „Др Војислав Вучковић” Чачак
- ОШ „Свети Сава” Чачак
- ОШ „Др Драгиша Мишовић” Чачак
- ОШ „Филип Филиповић” Чачак
- ОШ „Милица Павловић” Чачак
- ОШ „Танаско Рајић” Чачак
- ОШ „Ратко Митровић” Чачак
- ОШ „Вук Караџић” Чачак
- Основна школа за образовање одраслих Чачак
- Школа за основно и средње образовање „1. новембар” Чачак
- ОШ „Божо Томић” Пријевор
- ОШ „Прељина” Прељина
- ОШ „22. децембар” Доња Трепча
- ОШ „Бранислав Петровић” Слатина
- ОШ „Степа Степановић” Горња Горевница
- ОШ „Свети Ђакон Авакум” Трнава
- ОШ „Татомир Анђелић” Мрчајевци
- ОШ „Владислав Петковић Дис” Заблаће
- ОШ „Ђенерал Марко Ђ. Катанић” Бресница

### Средње школе
Велики број основних школа прати и сразмеран број средњих школа адекватних профила образовања у којима се образују кадрови у складу са потребама друштва али и интересовањима младих. Једна од најстаријих средњих школа у Србији је чачанска Гимназија која је основана 1837. године. Изузетан реноме у области образовања поседују и економска, техничка, медицинска, машинска али и новооснована прехрамбено-угоститељска школа.
- Гимназија
- Економска школа Чачак
- Машинско-саобраћајна школа Чачак
- Прехрамбено-угоститељска школа Чачак
- Медицинска школа Чачак
- Техничка школа Чачак
- Средња музичка школа Чачак

### Високошколске установе
Поред великог броја средњих школа Чачак има и одређени број државних и приватних акредитованих високошколских установа (академских и струковних студија) који младима пружају адекватно стручно образовање из области агрономије, техничких наука и економије. За студенте обезбеђен је смештај у студентском дому који се налази преко пута факултета.
- Факултет техничких наука
- Агрономски факултет-Чачак
- Висока техничка школа струковних студија Чачак
- Висока пословна школа струковних студија Чачак

## Привреда
Чачак је 1921. године добио електричну енергију за напајање домаћинстава и првих већих индустријских постројења, Војно-техничког завода који је почео са радом 1930. године и запошљавао око 1.000 радника и Фабрике хартије, основана 1930. и која имала око 200 радника.
Чачак је до деведесетих година 20. века важио за привредно средиште општине, док у регионалној расподели развоја није био превише битан. Можда је због тога пропадање друштвених предузећа у њему кренуло раније него у околним градовима (Краљеву и Горњем Милановцу, на пример). Чачани су на време почели развијати приватно предузетништво, па је Чачак данас по привредном развоју далеко испред свих суседа и наметнуо се као средиште Моравичког округа. Некадашњи привредни дивови су или пред посустајањем (Слобода), или су у току НАТО напада на СРЈ уништени скоро у потпуности (Цер), али се зато развијају бројна приватна предузећа чија су имена постала познате и препознатљиве робне марке.
Структуру чачанске привреде чине пољопривреда, индустрија, трговина и услужне делатности. Заступљена је, осим пољопривредне производње, и производња папира, електричних апарата за домаћинство, резних алата за обраду метала, неметала и дрвета, производа хемијске индустрије, термотехничких уређаја, дрвене, металне и комбиноване столарије, делова и прибора за фармацеутску индустрију и производа за медицинске потребе, прерада шумских и пољопривредних производа итд.
Приватно предузетништво, које има своју традицију још од XIX века, је и основна карактеристика привреде Чачка. Велики број приватних предузећа је прерастао у средње развијена предузећа са бројем запослених између 80 и 270 и широким спектром производа.
Приватне фирме имају своја пословна удружења и то: пословно удружење „Градац 97” и „Унија Чачак 2000”, а осим тога постоји и „Удружења власника занатских радњи”.
Најпознатија предузећа и установе у Чачку су:
- Слобода ад
- Први мај ад
- Прогрес
- ТРЗ-Чачак

### Туризам
Чачак је позната туристичка дестинација. Услужни сектор и туризам као најдоминантнија делатност утичу на стварање повољних услова за бржи привредни раст.
Туризам је један од стратешких праваца развоја града Чачка и једна од најзначајнијих привредних грана. Подручје града Чачка са Овчарско-кабларском клисуром, бањама Горња Трепча, Овчар Бања и Слатинска Бања, богато је природним лепотама сеоског подручја и споменичким наслеђем.
Туристичка понуда Чачанског краја је веома хетерогена захваљујући различитим видовима туризма који су развијени на овом подручју. Природни ресурси заузимају доминантно место у креирању туристичког производа. У том смислу најатрактивнија је Овчарско-кабларска клисура, која је проглашена заштићеним подручјем, затим бање Овчар и Горња Трепча и веома перспективно за туристички развој, сеоско подручје.
Културно-историјски споменици и археолошки локалитети, предмет су интересовања бројних туриста, а Овчарско-кабларски манастири су у том смислу највреднији, али и историјска и уметничка вредност Римских терми и Градине на планини Јелици.
Чачак је препознатљив као туристичка дестинација по очуваној архитектури, вредном споменичком наслеђу, са бројним природним атрактивностима у окружењу, избор је туриста који могу да упознају живот, традицију, обичаје и културу града на Западној Морави.

#### Здравствени туризам — Бање
Најпознатије бање у Чачку су:
- Бања Горња Трепча

На падинама планина Буковик и Вујан, на 18 km удаљености од Чачка, налази се бања Горња Трепча. Надморска висина од 460 м може је уврстити и у групу ваздушних бања. Од Београда је удаљена 154 km, а од Ибарске магистрале 8 km. На овом сектору у магматским стенама постоје издашни потенцијали геотермалне енергије и три извора лековите воде. Сви извори су истог порекла и сличног хемијског састава. Чесма воде за пиће има температуру од 26 °C. Хладнији, горњи базен, има температуру од 30 °C, а топлији, доњи базен, има 30,5 °C. Физичко-хемијска анализа минералне воде указује на највеће присуство калцијума, магнезијума, натријума и калијума, сулфата и хлора. Заступљено је мноштво минерала: олова, бакра, хрома, радона, радијума. Минерална вода ове бање је благо радиоактивна. Ово су извори здравља, а у лечењу и терапији тешких, нарочито неуролошких обољења, постижу се значајни резултати.
У бањи се лече следеће групе индикованих обољења: реуматске болести, неуропсихијатријске болести, болести гастроинтестиналног тракта, обољења периферних крвних судова. Недалеко од бање Горња Трепча налази се манастир Вујан.
- Овчар Бања

Овчар Бања се налази у Овчарско-кабларској клисури, 18 km западно од Чачка на путу Чачак — Ужице. Лековити минерални извори Овчар Бање користе се у терапији и лечењу повреда мишићних ткива, реуматских обољења, дегенеративних промена (спондилоза и артритис), прелома костију, спортских повреда и кожних болести.
Минерална вода Овчар Бање има температуру од 35 °C до 38 °C. Лековите компоненте минералне воде су: макроелементи — калцијум и натријум и микроелементи — калијум, литијум, стронцијум, баријум, јод, бром, фосфор, флуор. По саставу ова минерална вода је јодна и слабо сумпоровита.
Бања се налази у подручју које је због својих природних потенцијала и богатства културно-историјских споменика проглашено природним добром и под заштитом је државе. Захваљујући томе, овде могу боравити спортисти, рекреативци, љубитељи природе, али и посетиоци жељни мира, опуштања у зеленилу, шуму воде са реке и језера. Поред природе, јединствен угођај пружа и Велнес центар „Каблар”, где се комбинују различите врсте антистрес и фитнес програма, релаксације и терапије.
- Слатинска Бања

У селу Слатини, на падини планине Јелице, у кориту Бањске реке, налази се извор Слатинске бање. Од града Чачка је удаљења 17 km. Увршћена је у ред сумпоровитих вода која имају карактер слабих алкалних салиничних вода. Чине је следећи елементи: калијум, литијум, рубидијум, стронцијум, цезијум, баријум и фосфор. Вода Слатинске бање погодна је за лечење кожних обољења и реуматизма. Смештај је могућ у приватним домаћинствима.

#### Верски туризам — Цркве и манастири
У околини Чачка се налазе цркве и манастири који су културно-историјски споменици од великог значаја. Посебну вредност имају манастири Овчарско-кабларске клисуре који као културно-историјска целина потичу из средњег века и представљају посебност наше културне и уметничке баштине стваране вековима.
Прича о манастирима, Овчарско-кабларској клисури, догађајима из живота српског народа, мотив је многобројних туриста да дођу и упознају се са овим особеним споменичким наслеђем и уживају у миру и лепоти природног окружења.
Овде се налазе Запис крст код хотела (Чачак), Запис крст Светог Саве (Чачак) и Запис Мијатовића храст (Чачак).

#### Смештај и угоститељство

##### Хотели и мотели
- Хотел Београд — Чачак
- Хотел Морава — Чачак
- Мотел Чачак — Чачак
- Хотел Ливаде — Прељина
- Wellness центар Каблар — Овчар Бања
- Хотел Авени
- Хотел Кастело
- Мотел Коле

##### Ресторани
- ГАЛЕРИ — Чачак
- МЛАДОСТ — Чачак
- БРВНАРА — Чачак
- „ЛОВАЦ” — Чачак
- „ПЛАЖА” — Међувршје
- „ДОМ” — Овчар Бања

##### Остали угоститељски објекти
- Ресторан „РОМАНСА”
- Национална кућа „БРВНАРА”
- Ресторан „СТАРИ ГРАД”
- „МЕДИЈА КЛУБ 086”
- „КАЛИМЕРО”
- Пивница „CITY PUB”
- Пивница „DZONBEER”
- Caffe „ПРОЛЕЋЕ”
- Caffe посластичарница „ГАЛИЈА”
- Caffe посластичарница „СРЦЕ”
- Caffe „REVOLT”
- Caffe club „СЦЕНА”
- Caffe club „ВЕЛВЕТ”
- Caffe „ШТО ДА НЕ”
- Caffe „RAZUMEM”
- Caffe „KLUB”
- Caffe „MONDO”
- Caffe „Enigma”
- Caffe pizzeria „SANDY”
- Посластичарница „ДЕСЕРТ”
- Посластичарница „ПЕЛИВАН”
- Кафана „ЦАР ЛАЗАР”
- Гостионица „МЛАДОСТ”
- Ресторан домаће кухиње „БЕЛВИ”
- Ресторан домаће кухиње „MOРАВСКИ АЛАСИ”
- Ресторан домаће кухиње „ТРОЈКА”
- Ресторан домаће кухиње „РАЈИЧИЋ”
- Ресторан домаће кухиње „ПРОТИЋА КОНАК”
- Ресторан домаће кухиње на сплаву „САНТА МАРИЈА” — Међувршје
- Ресторан домаће кухиње на сплаву „ЛАНТЕРНА” — Међувршје
- Печењара „КОД БРАНA”
- Печењара „МАРИНКОВИЋ”
- Печењара „АНА”
- Печењара „РАДУЛОВИЋ”
- Печењара „ЈАНКОВИЋ”
- Печењара „КОД ДРАГИШЕ”

## Саобраћајна инфраструктура
Град Чачак има развијену саобраћајну инфраструктуру, а налази се и на траси Коридора 11.
Друмски саобраћај: Чачак је удаљен од главног града Београда 140 km и са њим је повезан Ибарском магистралом која се у предграђу Чачка у месту Прељина рачва на пут који води ка Крагујевцу, Краљеву и Новом Пазару и пут који поред Чачка, Ужица иде за Црну Гору и делом пута са Златибора који иде за Босну и Херцеговину.
Железнички саобраћај: Кроз Чачак пролази крак железнице који иде од Београда за Ниш и Софију, Београд-Бар и Краљево-Чачак-Пожега. Овде се налази Железничка станица Чачак.
Аеродроми:
- Аеродром Морава удаљен је 27 km
- Аеродром Поникве 80 km
- Аеродром Никола Тесла Београд 160 km

## Здравство
Град Чачак је здравствени центар Моравичког управног округа.
На територији града Чачка налази се: 17 здравствених амбуланти, 1 болница, 1 дом здравља и 1 медицина рада. Овде се налази Општа болница Чачак.

## Медији
У Чачку је развијен и информативно-издавачки сектор.

### Штампа
- „Чачански глас”
- „Чачанске новине”

### Радио
- Радио " Џокер Накси 95.6 "
- Радио „Чачак”
- Радио „Озон”
- Радио „Клик ФМ 100.8”

### Телевизија
- Телевизија „Галаксија 32”

## Архитектура и урбанизам
По свом историјском развоју Чачак спада у оне градове на чијем је тлу, у току читавог нама познатог времена, постојао живот. Неке од култура које су се овде развијале оставиле су за собом дубље трагове утичући на формирање урбане структуре града, украшавајући га археолошким материјалом. Римске терме, као најстарије материјално сведочанство о раној историји града, потичу из времена када је ово подручје било у склопу римске провинције Далмације (IV век н.е.). Оне сведоче о развоју културе у вековима пре доласка Срба.
У Студеничком типику (1207-1215) налази се први писани податак о једном објекту на територији данашњег Чачка, цркви Св. Богородице Градачке, задужбини Страцимира, данашњој цркви чачанској, посвећеној вазнесењу Христовом.
Основне карактеристике урбане структуре Чачка одају присуство непланске шеме, настале спонтано, зависно од природних услова и вештачких створених околности. Шеме случајних налаза ни за средњи век, као ни за античко доба не одређују урбану структуру насеља, већ само приближан терен њиховог простирања.
Данашња урбанистичка структура Чачка настала је у XIX веку, у две фазе. У првој фази, у време прве владавине кнеза Милоша Обреновића, створено је најуже градско језгро поред цркве, са тргом на југоисточном улгу троугаоног блока. У другој фази (и другој половини XIX века) варош се проширује, привредно јача, па се јављају и први индустријски објекти, а стари јавни објекти грађени на оријентални, фолклорни начин и од слабијег материјала, замењују се модерним еклектичким здањима. Представник првих је господар Јованов конак, а других класицистичка зграда Окружног начелства. Међутим, већина грађевина насталих у XIX веку зидана је слабијим материјалом, тако да је њихов век био ограничен. Већ крајем XIX и у првим деценијама XX века велика већина ових фолклорних зграда замењена је новим чвршћим, грађевинама, Током овог процеса поштована је утврђена урбанистичка структура града. Оно што данас имамо пред собом као споменички садржај града потиче углавном из тог времена. Тада је у центру настао низ дућана и занатских радњи, а на периферији стамбене зграде окружене двориштима и баштама.
Чачак је први прави Регулациони план вароши добио 1860. године. План, нажалост, није сачуван, али из других доступних докумената сазнајемо о његовом постојању, као и то да га је урадио инжењер Драгољуб Ургичић.
Други регулациони план Чачка израђен је 1893. године, a израдили у га инжењери Светозар Јовановић и Станислав Кучевски. То је први целовит план за уређење града, који представља драгоцен и незаобилазан материјал за праћење урбаног развоја града, али и српског урбанизма с краја прошлог века. Регулациони план Чачка припада другој фази развоја српског урбанизма, који обухвата доба од 1861. год. дo Првог светског paта, и типу конзервативне реконструкције, при којој је аутор настојао да се максимално прилагоди постојећем стању, али истовремено да предложеним решењем омогући даљи правилан развој града.
На топографским разгледницама, снимљеним у првој половини ХХ века, сам за себе Чачак, у силуети, не оставља утисак града са особеним профилом. Укупна морфологија није згуснута, већ се разлива прекрасном котлином, допуњавајући своје неправилне форме покретом путних праваца и тракама различитих обриса зеленила.
Можемо закључити да cy улице у првој половини XX века у Чачку имале вредан амбијент, чији су потенцијали били правилно уочени и у сваком смислу су превазилазили постојеће потребе остављајући довољно места за многе будуће трансформације, српског градског миљеа.

### Стара здања и Споменици културе

#### Прва половина XIX века
- - Господар Јованов конак

#### Друга половина XIX века
- - Ерића кућа
  - Зграда Окружног начелства
  - Стара кућа
  - Хаџића кућа
  - Хотел ”Крен”

#### Прва половина XX века
- - Аћимовића кућа
  - Бивша основна школа
  - Бојовића магацин
  - Зграда Гимназије
  - Зграда КУД ”Абрашевић”
  - Зграда Соколског дома
  - Зграда Учитељског дома
  - Зграде у Господар Јовановој
  - Касарна Десетог пешадијског пука
  - Кућа Ивковића
  - Љујића магацин
  - Палата Драгомировић
  - Пушељића кућа

### Модерна архитектура XX века
- - Железничка станица
  - Зграда Поште у Чачку
  - Стамбено-пословни блок ”Пролеће”

### Верски објекти
- Црква Вазнесења Господњег
- Црква Светог кнеза Лазара
- Црква Успенија Пресвете Богородице
- Црква „Свете Марине” Атеница
- Црква св. Цара Константина и царице Јелене

## Празници и награде
Градска слава је Спасовдан, а Дан града 18. децембар.

## Спорт
За Чачак се са правом може рећи да је спортски град. Велики број репрезентативаца (југословенских и српских) су своје прве спортске кораке и афирмацију стекли управо у Чачку. Такође је познат и као „град кошарке”.
Најпопуларнији спортски клубови у Чачку:
- Фудбалски клуб „Борац” Чачак
- Кошаркашки клуб „Борац” Чачак
- Кошаркашки клуб „Железничар” Чачак
- Фудбалски клуб „Слобода” Чачак
- Кошаркашки клуб „Младост” Чачак
- Кошаркашки клуб „Морава” Заблаће
- Рукометни клуб „Младост” Чачак
- Рвачки клуб Борац Чачак
- Карате клуб Борац Чачак
- Бициклистички клуб „Борац” Чачак
- Ватерполо клуб „Борац” Чачак

Учесници олимпијских игара рођени у Чачку:  https://web.archive.org/web/20090122080120/http://www.sports-reference.com/olympics/friv/birthplaces.cgi?id=14915. Архивирано из оригинала 22. 01. 2009. г. Приступљено 08. 10. 2012. Недостаје или је празан параметар |title= (помоћ)
1. Слободан Гордић (1937), Југославија, кошарка 1960, 1964;
2. Милун Маровић (1947—2009), Југославија, кошарка, 1972;
3. Драган Кићановић (1954), Југославија, кошарка 1976 , 1980 ;
4. Жељко Обрадовић (1960), Југославија, кошарка 1988;
5. Душан Милинковић (1960), Југославија, фудбал 1988;
6. Марко Ломић (1983), Србија и Црна Гора, фудбал 2004.
7. Алекса Аврамовић (1994), Србија, кошарка 2024 .
8. Урош Плавшић (1998), Србија, кошарка 2024 .

## Знаменитости
У Чачку постоји велики број знаменитости које сведоче о бурном и богатом животу града.
- Римске терме које потичу из четвртог века када је ово подручје било саставни део римске провинције Далмације. Оне су најстарије материјално сведочанство о историји града.
- Конак Јована Обреновића саграђен је у оријентално-балканском стилу 1835. године. Данас је у конаку стална поставка Народног музеја.
- Споменик ратницима четири вере подигнут 1934. године изгинулим српским ратницима, али и припадницима противничких армија. Споменик је јединствен у целом свету: сви пали ратници нашли су се у заједничкој гробници. На четири стране споменика постављена су четири симбола различитих вера: православни и католички крст, Давидова звезда и исламски полумесец.[18]
- Споменик Танаску Рајићу чувеном тобџији, погинулом 1815. године у боју на брду Љубићу.

- Споменик Војводи Степи Степановићу у центру града, испред поште. Од споменика па све до куће у којој је живео Степа Степановић постављене су плоче са исписаним годинама битки у којима је он учествовао.
- Споменик учесницима Хаџи-Проданове буне у порти старе цркве у Трнави.
- Овчарско-кабларски манастири
- Храм Вазнесења Христовог

## Манифестације
У Чачку се одржава велики број културно-уметничких, забавних-туристичких, спортских и традиционалних манифестација, а најпознатије су:
- „Дисово пролеће”

Градска библиотека „Владислав Петковић Дис” је организатор песничке манифестације у част Владислава Петковића Диса и поезије на којој су у вишедеценијском трајању учествовали сви значајнији песници XX века. Прво Дисово пролеће организовано је 13. априла 1964. године када је пред Дисовим спомеником беседио Бранко В. Радичевић. Организатор манифестације је Градска библиотека „Владислав Петковић Дис”.
- „Меморијал Надежде Петровић”
- Сабор фрулаша Србије „Ој Мораво” у Прислоници

Сабор фрулаша Србије «Ој Мораво» у Прислоници код Чачка више од две деценије, окупља најбоље фрулаше, да се уз дружење и неговање традиционалног звука и савремено музицирање, на свиралама — фрулама најпознатијих градитеља, такмиче за назив победника — златну фрулу. Сабор се увек одржава у другој половини јула наслањајући се на храмовну славу манастира Вујан, Св. Архангела Гаврила 26. јула. Организатори су: ЈУ Туристичка организација Чачка и Савет Сабора
Покровитељи: Министарство културе, Министарство економије и регионалног развоја -(туризам) и Град Чачак.
Сабор фрулаша Србије «Ој Мораво» у Прислоници је јединствена манифестација која има за циљ неговање изворне народне културе, обичаја, умља и морала српског народа, музичке традиције али и савременог музицирања које из ње произилази. Градитељи фрула и други мајстори старих заната излажу своје рукораде заједно са плетиљама, везиљама, ткаљама и домаћицама које припремају стара, по бакиним рецептима припремана јела.
«Беседе под Вујном», «Етномузиколошки записи» студената и професора факултета Музичких уметности, «Саветовање о сеоском туризму», «Златне руке» такмичење у припремању старих јела, Монодрама о знаменитом србину или српкињи, Такмичење младих фрулаша, «Свесрпски Сабор — професор Миодраг Азањац» уз Такмичење за «Златну фрулу» привлаче десетине хиљада посетилаца у Прислоницу на светковину фруле и њој у част.
Сабор је основан 1988. године од групе ентузијаста, која је развијајући сеоски туризам у чачанском крају, пре свега Прислоници, желела да туристима понуди, сем традиционалне народне кухиње, свежег планинског ваздуха, споменика културе и аутентични звук древног српског инструмента — фруле.
Духовни отац Сабора је покојни професор флауте Миодраг Миле Азањац. Беседио је овај уметник:
« У основи сваког народног, саборског окупљања, па и овог у Прислоници, јесте брига о корену, али и о стаблу једног народа. А корен српског народа незамислив је без звука ФРУЛЕ. То је његова емоционална основа »...
«И на Истоку и на Западу фрула је божанског порекла. Прапретеча је оргуља. Свеколика музика се родила из фруле. Тако казују филозофи музике (Е. Блок) тако стоји у миту старих Хелена. А стоји да је шумско и пастирско божанство Пан јурио за нимфом Сирингом и да је она, немајући куд, скочила у реку и претворила се у трску. На тој трсци, фрули Пан је одсвирао први звучни сан.
А писац Ратомир Рале Дамјановић је написао: «У гуслама је историја српског народа, у фрули његова лирска душа».
За назив најбољих фрулаша у категорији изворног свирања, дуета и савременог свирања на фрули на Сабору, право се стиче на предтакмичењима у Врњачкој Бањи, Врању, Бољевцу, Скакавцима код Косјерића, Брусу и Иђошу.
Прислоница, предивно шумадијско село простире се од шумовите планине Вујан према питомини око долине Западне Мораве, на 130 km од Београда, 8 km од Горњег Милановца и Чачка, 2 km од Ибарске магистрале.
Посебну занимљивост села представља манастир Вујан из XV века, обновљен 1805. године. У њему се чувају земни остаци српских војвода из I и II српског устанка Николе Милићевића Луњевице и Лазара Мутапа. У њему је од 1944—1946. године, као искушеник боравио Гојко Стојчевић — данас Његова Светост Господин Павле, патријарх српски.
- „Купусијада” у Мрчајевцима

Град Чачак, Туристичка организација Чачка и Савет „Купусијаде” организују манифестацију на којој се поред званичног такмичења у припремању купуса у земљаном лонцу (свадбарски купус) организује и низ културно-уметничких садржаја и изложби ручних радова, пољопривредних производа и опреме.
Организатор манифестације је Туристичка организација Чачка.
- „Плодови Западног Поморавља” у Заблаћу

Током два дана трајања ове манифестације организују се привредне изложбе, пољопривредна берза и пратећи културно-уметнички програм, као и такмичење у припремању јела од паприке, сатараша и печења. Већ традиционално, ова привредна манифестација организује се почетком септембра.
Организатор манифестације је Удружење повртара Заблаће, а покровитељ манифестације Град Чачак.
- „Летњи дани културе” у Чачку

Град Чачак, установе културе и ТОЧ организују континуирани програм током летњих месеци у граду Чачку. Концерти, представе, ликовне изложбе, дечји програми и др. Програми се одржавају на Градском тргу, парку, Дому културе и другим просторима. Организатор манифестације је Дом културе. Пливачки маратон „Овчарско-Кабларска клисура” у Овчар Бањи (2. августа), Туристичка организација Чачка, Пливачки клуб Чачак и СЦ „Младост” организују пливачки маратон са трком задовољства „Боривојева табла” (500 m) и мали пливачки маратон „Овчарско-кабларска клисура” (2.100 m) са пуно пратећих садржаја и разноврсних програма.
Организатори су Туристичка организација и пливачки клуб Чачак.
- Међународни карате турнир „Златни појас Чачка”

## Познате личности
- Страцимир Завидовић (жупан)
- Тихон Ракићевић (српски архимандрит)
- Танаско Рајић (барјактар, погинуо у бици на Љубићу)
- Хаџи Продан Глигоријевић (вођа Хаџи Проданове буне)
- Лазар Мутап (војвода из Првог српског устанка)
- Јован Курсула (јунак из Првог српског устанка)
- Ратко Митровић (народни херој)
- Милош Минић (народни херој)
- Милка Минић (министар просвете)
- Марко Катанић (српски генерал)
- Михаило Катанић (српски мајор, јунак српско-турских ратова 1876—1878)
- Милија Катанић (српски пуковник и добротвор)
- Славољуб Стефановић Раваси (Редитељ)
- Степа Степановић (генерал, рођен у селу Кумодраж код Београда, преминуо и сахрањен у Чачку)
- Драгутин Гавриловић (војни официр)
- Драгиша Мишовић (лекар)
- Маргита Радовић, (професор и директор Гимназије)
- Јован Обреновић, (гувернер дистрикта рудничког)
- Надежда Петровић (сликарка)
- Радмила Бакочевић (оперски сопран и ректор Универзитета уметности у Београду)
- Јустин Стефановић, епископ је жички
- Бранко В. Радичевић (писац)
- Вишња Урошевић (мајка кнеза Милоша)
- Владислав Петковић Дис (песник)
- Милица Вучетић (народни херој)
- Михаило Митровић (архитекта)
- Милан Стојадиновић (политичар)
- Соња Савић (глумица)
- Милутин Достанић (математичар)
- Патријарх српски Иринеј (45. патријарх Српске православне цркве)
- Методије Марковић (игуман манастира Хиландар)
- Милован Де Стил Марковић (уметник)
- Предраг Ћерамилац (глумац)
- Предраг Кораксић Corax (карикатуриста)
- Младомир Пуриша Ђорђевић (режисер)
- Зоран Дробњак (дугогодишњи директор ЈП Путеви Србије)
- Милан Бабић (певач)
- Бора Ђорђевић (музичар)
- Жељко Обрадовић (кошаркашки тренер)
- Драган Кићановић (кошаркаш)
- Радомир Михајловић Точак (музичар)
- Мирослав Илић (певач)
- Предраг Радмилац (музички педагог, диригент, новинар, публициста и фудбалер)
- Миодраг Радовановић (глумац)
- Урош Трипковић (кошаркаш)
- Лила Радоњић (новинар)
- Милутин Милошевић (глумац)
- Радмило Мишовић (кошаркаш)
- Живорад Максимовић (вајар)
- Завиша Јањић (метеоролог, дописни члан САНУ)
- Веселин Миликић (бивши председник општине)
- Филип Филиповић (политичар)
- Милош Радивојевић (режисер)
- Михајло Ђоковић Тикало (академски сликар)
- Ивана Јоровић (тенисерка)
- Живорад Миновић (новинар)
- Божидар Плазинић (академски сликар)
- Богић Рисимовић (академски сликар)
- Грујица Лазаревић (академски сликар)
- проф.др. Бранко Ђуровић (професор на Медицинском факултету Универзитета у Београду)
- проф.др. Ђорђе Ђукић (професор на Економском факултету Универзитета у Београду)
- Васиљ Буљубаша (један од устаника 1803 год.)
- Милисав Миса Лукић (републички секретар за унутрашње послове)
- Раденко Мандић (народни херој)
- Велимир Илић (политичар)
- Теодосије Шибалић, епископ је рашко-призренски
- Luke Black (музичар)
- Алекса Аврамовић (кошаркаш)
- Урош Плавшић (кошаркаш)

## Партнерски градови
- Сочи, Русија.
- Турчјанске Тјеплице, Словачка.
- Брезно, Словачка.
- Катерини, Грчка.
- Баранавичи, Белорусија.
- Ковров, Русија.
- Валашке Мезиричи, Чешка.

## Галерија
- Чачак, почетак 20. века
- Лазарева црква на брду Љубићу
- Храм Светог Кнеза Лазара на брду Љубићу
- Чачанска Гимназија
- Институт за воћарство
- Један од мостова у Чачку.